# Autonoom arrondissement
Een autonoom arrondissement is een arrondissement in Volksrepubliek China dat veel niet-Han-Chinezen als inwoners heeft en het is een autonoom gebied. Volksrepubliek China heeft honderdzeventien autonome arrondissementen.